# Sisyrinchium zamudioi
Sisyrinchium zamudioi es una especie de planta fanerógama de la familia Iridaceae.

## Descripción
Hierbas perennes, erectas, glabras, glaucas, hasta unos 45 cm de largo. Hojas basales numerosas, lineares, agudas de 2.5 a 3 cm de largo; angostas de 1 a 1.6 mm de ancho, láminas verdes, purpureas hacia la base. Tallos de color glauco. Flores, erectas, amarillas de 2 cm de diámetro; los tépalos iguales o desiguales, de 9 a 11 mm de largo y 6 de ancho; filamentos unidos en la base formando un tubo; anteras amarillo- anaranjadas de 3 mm de largo, sagitadas; ovario pubescente, globoso a subgloboso de 2 mm de largo, por 1.6 mm de ancho. Cápsulas, globosas a oblongas 6 a 7.5 mm de largo por unos 5 mm de diámetro. Semillas negras, umbonadas, testa reticulada.

## Distribución
Esta especie es endémica de México, de la región de Villa Juárez, en el estado de San Luis Potosí.

## Hábitat
Crece en matorral desértico rosetófilo, sobre laderas de yeso y pedregosas.

## Estado de conservación
No se encuentra bajo ninguna categoría de riesgo en las normas mexicanas e internacionales (Norma Oficial Mexicana 059).